# Jamaica International Invitational 2013
Jamaica International Invitational 2013 – mityng lekkoatletyczny, który odbył się 4 maja 2013 w Kingston. Zawody były drugą odsłoną cyklu World Challenge Meetings rozgrywanego pod egidą IAAF.

## Rezultaty

### Mężczyźni
| Konkurencja:               | 1. miejsce      | Rezultat | 2. miejsce         | Rezultat   | 3. miejsce       | Rezultat |
| Bieg na 100 m              | Tyson Gay       | 9,86 WL  | Nesta Carter       | 10,03      | Darvis Patton    | 10,07    |
| Bieg na 200 m              | Nickel Ashmeade | 20,00 WL | Warren Weir        | 20,14      | Wallace Spearmon | 20,32    |
| Bieg na 400 m              | Luguelín Santos | 45,06    | Tony McQuay        | 45,15      | Javere Bell      | 45,57 PB |
| Bieg na 1500 m             | Taylor Milne    | 3:44,75  | De'Sean Turner     | 3:45,15 PB | Abdelhadi Labali | 3:45,94  |
| Bieg na 110 m przez płotki | Antwon Hicks    | 13,25 WL | Hansle Parchment   | 13,26      | Andrew Riley     | 13,28    |
| Bieg na 400 m przez płotki | Justin Gaymon   | 49,23    | Kerron Clement     | 49,23      | Jehue Gordon     | 49,26    |
| Skok w dal                 | Nicholas Gordon | 7,80     | Will Claye         | 7,74       | Jeremy Hicks     | 7,63     |
| Pchnięcie kulą             | Ryan Whiting    | 21,74 WL | Christian Cantwell | 20,29      | Raymond Brown    | 19,87    |
| Rzut dyskiem               | Vikas Gowda     | 61,38    | Jason Morgan       | 60,96      | Fedrick Dacres   | 59,30 PB |

### Kobiety
| Konkurencja:               | 1. miejsce              | Rezultat | 2. miejsce         | Rezultat | 3. miejsce             | Rezultat |
| Bieg na 100 m              | Veronica Campbell-Brown | 11,01    | Kelly-Ann Baptiste | 11,06    | Carrie Russell         | 11,08    |
| Bieg na 200 m              | Shelly-Ann Fraser-Pryce | 22,38    | Kerron Stewart     | 22,71    | Sherone Simpson        | 22,83    |
| Bieg na 400 m              | Stephenie Ann McPherson | 50,43 PB | Christine Ohuruogu | 50,58    | Novlene Williams-Mills | 51,05    |
| Bieg na 1500 m             | Feyna Gudato            | 4:16,51  | Kenia Sinclair     | 4:18,97  | Heidi Dahl             | 4:21,59  |
| Bieg na 100 m przez płotki | Dawn Harper             | 12,62 WL | Queen Harrison     | 12,64    | Jessica Zelinka        | 13,06    |
| Bieg na 400 m przez płotki | Ti’erra Brown           | 54,83    | Ristananna Tracey  | 55,66    | Tiffany Ross-Williams  | 56,03    |
| Trójskok                   | Kimberly Williams       | 14,00    | Amanda Smock       | 13,76    | Ayanna Alexander       | 13,73    |
| Rzut dyskiem               | Gia Lewis-Smallwood     | 62,41    | Aretha Thurmond    | 57,14    | Allison Randall        | 55,96    |